# 黛安·卡罗尔
黛安·卡罗尔（英語：Diahann Carroll，1935年7月17日—2019年10月4日），女，美国演员。曾获得金球奖音乐喜剧类剧集最佳女主角。